# Torre de Can Calau
La Torre de Can Calau és una obra de Montmeló (Vallès Oriental) protegida com a Bé Cultural d'Interès Local.

## Descripció
Casa de tres plantes formada per tres volums prismàtics dedicats a habitatge i un quart que fa la funció de garatge, tots ells imbricats entre ells sense cap separació. El cos central té a la façana sud un acabament en forma de torre.
A la façana est trobem l'entrada principal de l'habitatge des d'un jardí, precedit per un porxo fet d'obra format per una arcada de tres arcs el·líptics. La façana està recoberta per una capa de pintura blanca i té un sòcol de pedra de riu. Al segon pis hi ha una balconada de fusta al llarg de tota la façana. La part inferior del sostre d'aquesta balconada està revestida amb planxes de fusta fosca.
El jardí està organitzat en terrasses.